# STA 1924
Il Pistolet Mitrailleur STA Modèle 1924 (STA 24) o MAS 24 era un mitra francese prodotto prima della Manufacture d'armes de Saint-Étienne (MAS). Derivava da un programma di sviluppo delle armi portatili leggere protrattosi tra il 1918 ed il 1922 sotto il controllo del Service Technique de l'Armement (STA).

## Storia
Messi di fronte all'efficacia del mitra tedesco MP 18 in calibro 9 mm Parabellum, nel 1918 i vari stati maggiori francesi presero coscienza delle proprie lacune in questo settore. All'inizio degli anni venti, alla Section Technique de l'Armée (STA) venne richiesto lo sviluppo di un mitra da 9 mm e, quando l'Armée presentò il nuovo programma di armamento del 1921, il prototipo STA 1922 era pronto. Esso venne presentato alla Commission d'experiences de Versailles nell'ottobre dello stesso anno. Il progetto era basato sul MP 18 tedesco. Nel 1922 seguirono altri tre modelli, progressivamente modificato con la sostituzione dell'alzo a due fogliette, tarate a 100 ed a 200 metri, con un alzo rettilineo a gradini ettometrici da 100 a 600 m; vennero testati caricatori da 40 e 32 colpi ed alla fine venne scelto quest'ultimo, prodotto in duralluminio. Furono presentati otto prototipi definitivi nel 1922: quattro dotati di bipiede e quattro con piedino singolo.
Il caricatore era prodotto dalla Manufacture d'armes de Châtellerault (MAC), copiando il serbatoio curvo dell'italiano OVP di Revelli, con tre fori posteriori per controllare il livello delle munizioni. Il duralluminio, adottato inizialmente per contenere il peso, si rivelò inadatto e venne sostituito da lamiera d'acciaio stampato.
In base alle prove sugli otto prototipi, vennero prese in considerazione diverse modifiche, come una protezione anti-polvere per l'apertura della leva d'armamento, un selettore per il tiro singolo ed un copricanna. Venne criticata la presenza del bipiede e venne respinta unanimemente la possibilità di montare la baionetta.
Nel 1924 vennero ordinati 300 armi di preserie, che nel settembre dello stesso anno vennero assegnate per le prove sul campo alle diverse specialità: 150 ai fanti del 146e Régiment, 40 alla cavalleria, 80 all'artiglieria, 10 agli equipaggi di carri, 10 per sperimentazioni e 10 di riserva. Alle unità operative venne richiesto di valutare la dottrina d'impiego, la semplicità di gestione e la dotazione di accessori. I reparti richiesero varie modifiche:
- sostituzione della leva d'armamento ad uncino con una manopola arrotondata;
- modifica delle labbra del caricatore;
- rimozione definitiva del bipiede;
- altri miglioramenti all'estrattore, al coperchio del bocchettone del caricatore ed al fermo di smontaggio posteriore.

Il frutto di queste modifiche fu lo STA 1924 M1 (STA Modèle 1924 modifié 1), che venne giudicato finalmente soddisfacente e venne adottato l'11 agosto 1925. Il Ministero della Guerra intendeva assegnare alla MAS un ordine per 8.250 mitra. Tuttavia si voleva perfezionare l'arma ed a marzo 1926 vennero ordinati alla MAS altri 10 esemplari di preserie. Poco tempo dopo tuttavia, il 9 luglio 1926, il programma di riarmo datato 1921 venne modificato e vennero emesse nuove specifiche, tra le quali si richiedeva l'uso della nuova 7,65 × 20 mm Longue, derivata dal .30 Pedersen. Si concludeva così il progetto STA 1924.
Eliminata dal campo prima della sua produzione in massa, il mitra STA 1924 era un'arma interessante, la prima prodotta dopo una lunga serie di modelli sperimentali. La produzione si fermò ai circa 300 pezzi di preserie. Probabilmente alcuni di questi vennero inviati in Marocco durante la guerra del Rif, che corrisponde temporalmente al periodo di prova con le truppe. Poste in riserva, furono utilizzate nel 1940, quando l'Armée de terre si ritrovò a corto di mitra MAS 38. A causa del numero estremamente ridotto, gli esemplari di preda bellica non furono reimmessi in servizio dalla Wehrmacht, come invece di norma al tempo. Alcune armi, nascoste dalla MAS, finirono nelle mani della Resistenza francese.

## Tecnica
Il mitra STA 1924 era composto da due componenti principali: la cassa in legno ed il castello. Sul lato sinistro della cassa, all'altezza della pala del calcio era presente la maglietta per la bandoliera, il cui secondo aggancio era un anello sul collare del bocchettone d'alimentazione. Il fusto era percorso da due scanalatura per la presa con la mano non dominante. Il calciolo metallico, di forma ovale, era fissato da due viti e presentava il coperchio a vite della sede della bacchetta nettatoia. Presso l'impugnatura era presente una leva di smontaggio, simile a quella delle armi a blocco basculante: il castello era incernierato anteriormente alla cassa tramite un chiavistello passante ed agendo sulla leva posteriore si aveva accesso al sistema di scatto. 
Il castello era di forma cilindrica, chiuso posteriormente da un tappo filettato che porta anche l'astina guidamolla. Nella parte inferiore del castello era sistemato il gruppo di scatto, sparante solo in full-auto. La parte centrale del castello era dotata di un coperchio semicilindrico, che veniva ruotato a coprire la finestra di scorrimento della leva d'armamento; il coperchio aveva due intagli alle estremità anteriore e posteriore in modo che, oltre a fungere da protezione contro la polvere, fungeva anche da sicura, bloccando nei due intagli la leva d'armamento, rispettivamente con l'otturatore in chiusura o in apertura. Castello e culatta della canna erano unite da un manicotto cilindrico, sul quale si aprivano a destra la finestra di espulsione ed inferiormente il bocchettone per caricatore, protetto da una piastrina anti-polvere ribaltabile.
L'otturatore cilindrico era direttamente ispirato a quello del MP 18/1. La canna in calibro 9 mm presentava 6 righe destrorse. La volata era sagomata diversamente a seconda del prototipo, con un mirino superiormente ed un'aletta inferiore per bloccare il bipiede. Questo si agganciava tramite un collare davanti al mirino, ma venne rimosso sul M1. Il bipiede dei prototipi era in lamiera stampata; nelle ultime versioni le gambe erano telescopiche e potevano essere regolate su lunghezze tra 190 e 322 mm.
L'arma era dotata di caricatore bifilare curvo in lamiera d'acciaio, con capacità di 32 cartucce. Tre fori sulla faccia posteriore servivano a verificare il livello delle munizioni a 8, 16 e 32 cartucce. Il pulsante zigrinato di sgancio-caricatore era situato sul lato sinistro del bocchettone.
Gli organi di mira era costituito da un alzo tangente a gradini, tarato da 100 a 600 m con frazioni di 100 m.